# هرمان كروكنبيرغ
هرمان كروكنبيرغ (بالألمانية: Hermann Krukenberg)‏ هو جراح وطبيب ألماني، ولد في 21 يونيو 1863 في كالبة في ألمانيا، وتوفي في 3 أكتوبر 1935 في فيرنيغيروده في ألمانيا.